# Earl Jones (koszykarz)
Earl Amasa Jones (ur. 13 stycznia 1961 w Oak Hill) – amerykański koszykarz, występujący na pozycji środkowego.
W 1980 wystąpił w meczu gwiazd amerykańskich szkół średnich McDonald’s All-American oraz został zaliczony do I składu Parade All-American (1978–1980).

## Osiągnięcia
Na podstawie, o ile nie zaznaczono inaczej.
NCAA II
- Mistrz NCAA Division II (1982)
- Koszykarz roku dywizji II NCAA (1983, 1984 przez NABC)[3]

NBA
- Mistrz NBA (1985)

Drużynowe
- 3. miejsce podczas mistrzostw Hiszpanii (1989)
- Zdobywca Pucharu Księcia Asturii (1989)

Indywidualne
- Uczestnik meczu gwiazd CBA (1995)

Reprezentacja
- Wicemistrz świata (1982)[4][5]